# Balladen med Bob
Balladen med Bob er en dokumentarfilm instrueret af Laila Hodell efter eget manuskript.